# Флаг (группа)
«Флаг» — советская рок-группа, созданная в 1984 году в Свердловске. Входила в Свердловский рок-клуб. Основной стиль музыки — идиллический хард-рок и прог-рок с патриотическим уклоном. Существовала до 1989. Единственная группа, исключённая (на время) из рок-клуба (за оформление сцены во время выступления на I рок-клубовском фестивале 21 июня 1986 года, которое комсомольские функционеры сочли антисоветским). На рок-фестивале «Старый Новый Рок 2011», посвящённом 25-летию рок-клуба, состоялся реюнион группы (уже без скончавшихся к тому времени Александра Попова и Льва Шутылева).

## История
Прообразом «Флага» послужила школьная группа, в которой играли три товарища из параллельных классов — Владимир Коровин (гитара, вокал), Александр Пьянков (бас-гитара), Александр «Траппа» Тропынин (гитара, барабаны, вокал). Немного позже басистом стал другой человек, а Пьянков стал автором текстов.
После окончания школы музыканты пробовали сочинить рок-оперу по мотивам произведения Максима Горького «Легенда о Ларре». Реализовать сей замысел не удалось из-за призыва Коровина в армию.
В 1984 году группа была реанимирована под названием «Флаг». Основной базой работы коллектива был городской ресторан «Старая крепость», а репетиционной базой — ДК «Урал». В состав вошли Александр Тропынин (гитара, вокал, автор музыки), Владимир Коровин (гитара, вокал, автор музыки), Евгений Колядов (бас-гитара, вокал), Валерий Северин (барабаны) и Александр Пьянков (автор текстов). В таком составе был записан альбом «Рок-монолог „Люди“», на котором прослеживалось явное влияние творчества «Машины времени».
Через год состав группы был расширен — уехавшего в Якутию Северина сменил юный Альберт Потапкин, также в группе появились клавишник Лев Шутылев и поющий клавишник-саксофонист Алексей Могилевский. В таком составе группа записала нововолновый альбом «Поражение в кредит».
Сразу после записи и распространения альбома в группе появился вокалист и басист Сергей Курзанов, до этого игравший в составе ВИА «Голубое пламя» и различных ресторанных ансамблях. С его появлением «Флаг» окончательно определяется как с основным вокалистом, так и с основным стилем исполнения — переключается на исполнение хард-рока. После таких перемен Колядов и Могилевский покидают группу, а Тропынин становится звукорежиссёром. Кроме музыкальной и композиторской роли в группе, Курзанов стал и соавтором Пьянкова, в результате чего песни приобрели социально-революционный характер. Немного позже в коллективе появляется второй клавишник Александр Попов.
11 января 1986 года «Флаг» даёт первый концерт в ДК Гортехэнерго в компании с «Наутилусом», «ЧайФом» и «Урфином Джюсом». В июне того же года группа выступает на I рок-клубовском фестивале с большущим скандалом: в качестве декорации музыканты использовали самодельный государственный флаг СССР, «простреленный» и «прожжённый» в нескольких местах. Выступление «Флага» было прервано аккурат во время исполнения третьей песни (по воспоминаниям очевидцев, это была песня «Мы из СССР»), а группа была исключена из структуры рок-клуба на полгода (по общему решению совета, заседавшего после фестиваля).
После исключения из рок-клуба «Флаг» стал заниматься записью нового альбома, стилизованного под концертный. Новая работа группы получила название «Мы из СССР», а составили её песни социально-революционного содержания. Некоторые из них предварялись революционными стихотворными речовками авторства Курзанова.
К концу 1986 года группу покидает Альберт Потапкин, к тому времени получивший предложение играть с «Наутилусами» и ВИА РТФ УПИ. Его место занимает Игорь Захаров. Через полгода Потапкин признается, что пожалел о своём уходе из «Флага».
29 мая 1987 года «Флаг» в компании «Степа» и «Экипажа» выступает на первом концерте II рок-клубовского фестиваля, на котором презентует новую программу. По опросам зрителей, именно «Флаг» стал лучшей группой первого фестивального дня.
Приход Захарова совпал с восстановлением группы в рок-клубе и началом активной гастрольной деятельности. Концерт «Флага» в любом городе неизменно заканчивался аншлагами.
1988 год ознаменовался сменой инструментария — клавишник Лев Шутылев берёт в руки бас-гитару, а вокалист Сергей Курзанов — соответственно, гитару. В таком составе группа записывает на студии Юрия Чернавского в Москве мини-альбом, который составила часть программы фестивального выступления на III рок-клубовском фестивале 15 октября 1988 года. К сожалению, выступление стало провальным, отчасти — из-за невосприятия публикой песен на актуальные темы той поры.
Началом конца «Флага» стали внутренние противоречия среди участников группы в связи с низкими заработками и различиями во взглядах. Масла в огонь подлил инцидент — на песню «Пропаганда», по договорённости с программой «Взгляд», был снят видеоклип, но, по цензурным соображениям, в её рамках показан не был.
В 1989 году Лев Шутылев покидает группу и становится вторым клавишником в «Агате Кристи». После его ухода «Флаг» по-тихому начинает рассасываться. Барабанщик Игорь Захаров уходит в «Солярис» Владимира Кощеева, а немного позже работает с «Траппой» и проектом Владимира Елизарова и Александра Калужского «East of Eden».
На осколках «Флага» была создана группа «Траппа», лидером которой был Александр Тропынин. Единственным альбомом «Траппы» стал альбом «Дитя иллюзий», записанный и выпущенный на виниловой пластинке в 1991 году. Как и «Флаг», тропынинский проект широкого успеха не добился, невзирая на разрекламированный альбом стараниями Вадима Самойлова, Алексея Могилевского, Владимира Шахрина и рок-журналиста Михаила Орлова.

## Состав группы
- Сергей Курзанов — лидер-вокал, бас-гитара, гитара, автор музыки и текстов (с 1985)
- Владимир Коровин — лидер-гитара, вокал, автор музыки, аранжировки
- Александр Попов — клавишные
- Лев Шутылев — клавишные, бас-гитара, бэк-вокал
- Игорь Захаров — барабаны
- Александр Тропынин — звукорежиссёр, автор музыки, вокал, гитара
- Александр Пьянков — автор текстов, директор группы

Музыканты, принимавшие участие в составе группы:
- Алексей Могилевский — вокал, саксофон, клавишные, гитара (1984-85)
- Альберт Потапкин — ударные (1985-87)
- Валерий Северин — ударные (1984)
- Евгений Колядов — бас-гитара, вокал (1984-85)

## Дискография
| 1984 — Рок-монолог «Люди» |
| --- |
| 1. Достучаться до небес 2. Скептик 3. Помощь 4. Надменность и лесть 5. Я благодарен… 6. Мечта и пустота 7. Накануне последней войны 8. Десять лет после школьного бала |

| 1985 — Поражение в кредит                                                                                              |
| --- |
| 1. Двойная реальность 2. Звонок 3. Чук и Гек 4. Зелёный свет 5. Музыкант 6. Билет 7. На баррикадах 8. Люди 9. Лауреаты |

| 1987 — Мы из СССР |
| --- |
| 1. Пролог 2. Пропаганда 3. Машина рок-н-ролла 4. Друг 5. Электровеник 6. Флаг 7. Мы из СССР 8. Свердловск-Детройт 9. Музыкант |

| 1988 — Запись на студии Юрия Чернавского (Московская запись) (мини-альбом) |
| -------------------------------------------------------------------------- |
| 1. Пропаганда 2. Не верят мне 3. Мёртвые души 4. Ева                       |

| 1991 — Траппа: Дитя иллюзий                                                                                          |
| --- |
| 1. Утро 2. Полковник лжи 3. Укол 4. Эмигрант 5. Вахтёр 6. Дитя иллюзий 7. Когда мы умрём 8. Где эта дверь 9. Полночь |

## Интересные факты
- В магнитиздате альбом «Рок-монолог „Люди“» также имел второе неофициальное название — «Вьюга».
- В альбоме «Мы из СССР» звучит два ремейка на ранние песни Флага — «Друг» (ремейк на песню «Помощь» с альбома «Рок-монолог „Люди“») и «Музыкант» (с альбома «Поражение в кредит»).
- Самодельный государственный флаг, с которым у группы случился скандал на I рок-клубовском фестивале, был сделан за 20 минут до выступления. Материалом для его создания послужила красная ткань, купленная в ЦУМе, а серп и молот были вырезаны из жёлтых махровых носков. Решение о его создании было абсолютно спонтанным и не было продумано заранее.
- Автором текста песни «Двойная реальность», вошедшей в альбом «Поражение в кредит», является Александр Сухарев, знакомый Александра Пьянкова по литературному объединению имени Пилипенко при газете «На смену» (см.: Александр Сухарев. Двойная реальность. Стихи и проза. Екатеринбург.1995).